# Hans-Joachim Weise
Rudolf Hans-Joachim Weise (Berlin-Charlottenburg, 15 november 1912 - Celle), 24 februari 1991) was een Duits zeiler.
Weise won tijdens de Olympische Zomerspelen 1936 in eigen land samen met Peter Bischoff de gouden medaille in de star. 
In 1937 won Weise samen met Walter von Hütschler de zilveren medaille tijdens de wereldkampioenschappen. Één jaar later werden Weise en Von Hütschler wereldkampioen in de star.

## Wereldkampioenschappen[1]
| Jaar | Plaats            | Resultaten |
| ---- | ----------------- | ---------- |
| 1937 | Long Island Sound | star       |
| 1938 | San Diego         | star       |

## Olympische Zomerspelen
| Jaar | Plaats  | Resultaten |
| ---- | ------- | ---------- |
| 1936 | Berlijn | star       |